# يوستاس فنين
يوستاس فنين (بالإنجليزية: Eustace Fannin)‏ مواليد 1 يناير 1919 في جنوب أفريقيا، هو لاعب كرة مضرب جنوب أفريقي يلعب باليد اليمنى. هو أحد أبطال الجراند سلام.

## النهائيات

### الزوجي

#### اللقب (1)
| السنة | البطولة          | الشريك      | المنافس              | النتيجة            |
| 1947  | البطولة الفرنسية | اريك ستارجس | توم براون بيل سيدويل | 6–4, 4–6, 6–4, 6–3 |

#### الوصافة (1)
| السنة | البطولة          | الشريك      | المنافس                    | النتيجة            |
| 1949  | البطولة الفرنسية | اريك ستارجس | بانشو جونزاليس فرانك باركر | 3–6, 6–8, 7–5, 3–6 |

## روابط خارجية
- يوستاس فنين على موقع رابطة محترفي التنس (الإنجليزية)
- يوستاس فنين على موقع الاتحاد الدولي لكرة المضرب (الإنجليزية)
- يوستاس فنين على موقع كأس ديفيز (الإنجليزية)
- يوستاس فنين على موقع خلاصة التنس.كوم (الإنجليزية)